# Černuc
Obec Černuc se nachází v okrese Kladno, kraj Středočeský. Rozkládá se v údolí Vranského potoka v bezlesé, mírně zvlněné krajině Dolnooharské tabule, zhruba 3,5 km severozápadně od Velvar a 12 km severovýchodně od Slaného. Od okresního města Kladna je obec vzdálena asi 19 km ssv. směrem. Žije zde přibližně 1 000 obyvatel.

## Historie
První písemná zmínka o obci pochází z roku 1302. Stejný název nesla dříve také obec Tursko.

### Územněsprávní začlenění
Dějiny územněsprávního začleňování zahrnují období od roku 1850 do současnosti. V chronologickém přehledu je uvedena územně administrativní příslušnost obce v roce, kdy ke změně došlo:
- 1850 země česká, kraj Praha, politický okres Slaný, soudní okres Velvary[4]
- 1855 země česká, kraj Praha, soudní okres Velvary[4]
- 1868 země česká, politický okres Slaný, soudní okres Velvary[4]
- 1913 země česká, kraj Praha, politický okres Kralupy nad Vltavou, soudní okres Velvary[5]
- 1939 země česká, Oberlandrat Mělník, politický okres Kralupy nad Vltavou, soudní okres Velvary[6]
- 1942 země česká, Oberlandrat Praha, politický okres Kralupy nad Vltavou, soudní okres Velvary[7]
- 1945 země česká, politický okres Kralupy nad Vltavou, soudní okres Velvary[8]
- 1949 Pražský kraj, okres Kralupy nad Vltavou[9]
- 1960 Středočeský kraj, okres Kladno[10]

### Rok 1932
V obci Černuc (přísl. Paršenk, 955 obyvatel, poštovna, sbor dobrovolných hasičů) byly v roce 1932 evidovány tyto živnosti a obchody: výroba cementového zboží, dlaždič, 3 obchodníci s dobytkem, 2 holiči, 6 hostinců, kapelník, kartáčník, kolář, 2 kováři, 3 krejčí, malíř, mlýn, obchod s obilím, 4 obuvníci, 2 obchody s ovocem a zeleninou, palivo, 2 pekaři, 3 pískovny, obchod s lahvovým pivem, 2 pojišťovací jednatelství, pokrývač, porodní asistentka, 12 rolníků, 3 řezníci, 2 sedláři, 5 obchodů se smíšeným zbožím, 3 švadleny, 2 trafiky, 2 truhláři, zahradnictví, obchod se zvěřinou a drůbeží.
V obci Bratkovice (přísl. Nabdín, 450 obyvatel, samostatná ves se později stala součástí Černuce) byly v roce 1932 evidovány tyto živnosti a obchody: cihelna, 2 hostince, 2 koláři, košíkář, kovář, mlýn, obuvník, 7 rolníků, 3 obchody se smíšeným zbožím, 2 trafiky.
V obci Miletice (427 obyvatel) byly v roce 1932 evidovány tyto živnosti a obchody: cihelna, družstvo pro rozvod elektrické energie v Mileticích, elektrotechnický závod, hospodářské strojní družstvo, 2 hostince, 2 koláři, kovář, 5 obuvníků, obchod s lahvovým pivem, 8 rolníků, řezník, sedlář, 2 obchody se smíšeným zbožím, spořitelní a záložní spolek pro Miletice, 2 trafiky, truhlář, zahradnictví, zámečník.

## Části obce
- Černuc
  - včetně jihovýchodního cípu osady Hospozínek[14]
- Bratkovice
- Miletice
- Nabdín

## Pověsti
Zvon pro hřbitovní kostel sv. Jiří ve Velvarech byl odlit v Nabdíně. Před litím přišlo několik dívek z Černuce a vhodily hrst stříbrných mincí do roztavené zvonoviny, aby tak zlepšily hlas zvonu. Jedna z mincí se nerozpustila, ale zůstala zalita na povrchu zvonu.

## Doprava
- Silniční doprava – Obcí vede silnice II/240 v úseku Kralupy nad Vltavou Velvary - Černuc - Roudnice nad Labem. Z obce vychází silnice II/239 Černuc - Peruc - Černčice

- Železniční doprava – Obec Černuc leží na železniční trati 095 Roudnice nad Labem - Zlonice. Je to jednokolejná regionální trať, doprava byla v tomto úseku trati zahájena roku 1900. Přepravní zatížení tratě 095 v úseku Straškov - Zlonice v pracovní dny roku 2011 bylo minimální, jen 2 páry osobních vlaků.[15] V prosinci 2021 byl provoz osobní dopravy na tomto úseku trati ukončen.[16] Na území obce leží mezilehlá železniční zastávka Černuc.

- Autobusová doprava – V obci zastavovaly v pracovní dny září 2011 autobusové linky Vraný-Velvary-Praha (1 spoj tam i zpět), Poštovice-Velvary-Velká Bučina (9 spojů tam i zpět) a Slaný-Velvary (9 spojů tam, 7 spojů zpět) (dopravce ČSAD Slaný, a.s.).[17]

## Pamětihodnosti
- Kaple sv. Linharta, na návsi
- Socha Panny Marie, na návsi
- Socha sv. Jana Nepomuckého, u silnice do Nabdína
- Zemědělský dvůr čp. 1
- Kleny u Černuce, skupina tří památných stromů, asi 3 km severně od obce, v poli mezi silnicí do Břízy a železniční zastávkou Loucká